# Pollock (Dakota del Sur)
Pollock es un pueblo ubicado en el condado de Campbell en el estado estadounidense de Dakota del Sur. En el Censo de 2010 tenía una población de 241 habitantes y una densidad poblacional de 289,88 personas por km².

## Geografía
Pollock se encuentra ubicado en las coordenadas 45°54′2″N 100°17′19″O / 45.90056, -100.28861. Según la Oficina del Censo de los Estados Unidos, Pollock tiene una superficie total de 0.83 km², de la cual 0.83 km² corresponden a tierra firme y (0%) 0 km² es agua.

## Demografía
Según el censo de 2010, había 241 personas residiendo en Pollock. La densidad de población era de 289,88 hab./km². De los 241 habitantes, Pollock estaba compuesto por el 97.93% blancos, el 0% eran afroamericanos, el 0.41% eran amerindios, el 0% eran asiáticos, el 0% eran isleños del Pacífico, el 1.24% eran de otras razas y el 0.41% pertenecían a dos o más razas. Del total de la población el 1.66% eran hispanos o latinos de cualquier raza.